# Evangelische Kirche Rümmingen

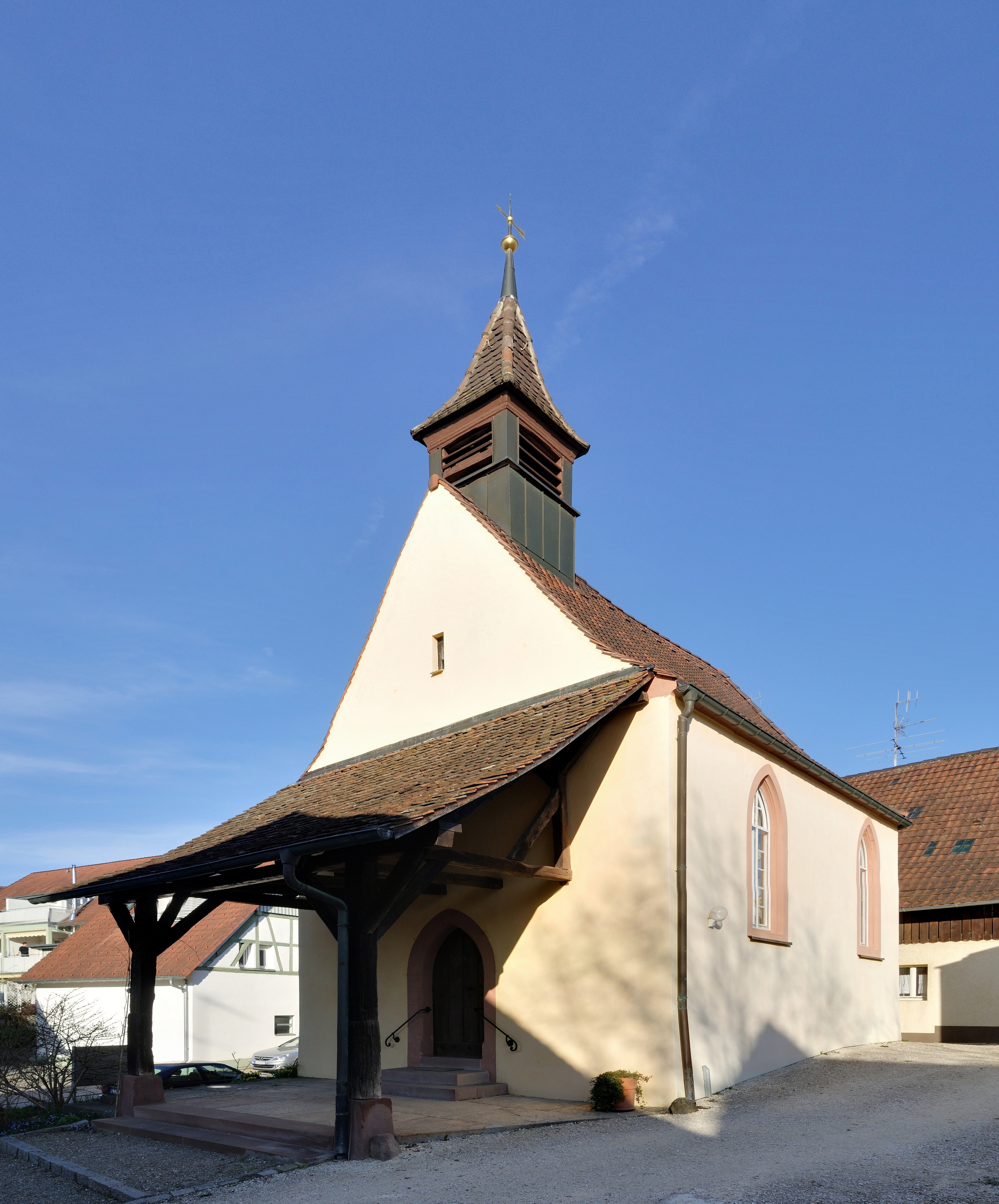
St. Jakobus in Rümmingen

Die Evangelische Kirche Rümmingen in der südbadischen Gemeinde Rümmingen geht auf das Jahr 1505 zurück und war von Beginn an Filialkirche von Binzen. Die Kirche zählt ihren Ausmaßen nach zu den kleinsten im Landkreis Lörrach und ähnelt daher eher einer Kapelle. Die heute dem heiligen Jakobus geweihte Kirche ist eine Pilgerkirche auf dem Jakobsweg.

## Geschichte
Der urkundlich 1505 erwähnte Sakralbau in Rümmingen war der heiligen Maria – nach anderen Quellen dem heiligen Remigius – geweiht. Aufgrund des Patroziniums und der Fensterform wird vermutet, dass es sich bei diesem Bauwerk bereits um eine Erneuerung handelt, so dass das heutige Bauwerk wahrscheinlich dasselbe wie von 1505 ist. Zu Beginn des Dreißigjährigen Krieges wurde der Chor erneuert. "Katholische Ikonen", also Heiligenbilder, die Mitte des 19. Jahrhunderts erwähnt werden, weisen auf die ursprünglichen Wurzeln der Rümminger Kirche hin. Im Jahr 1957 wurde die Kirche renoviert und zwei neue Chorfenster eingebaut.

## Beschreibung

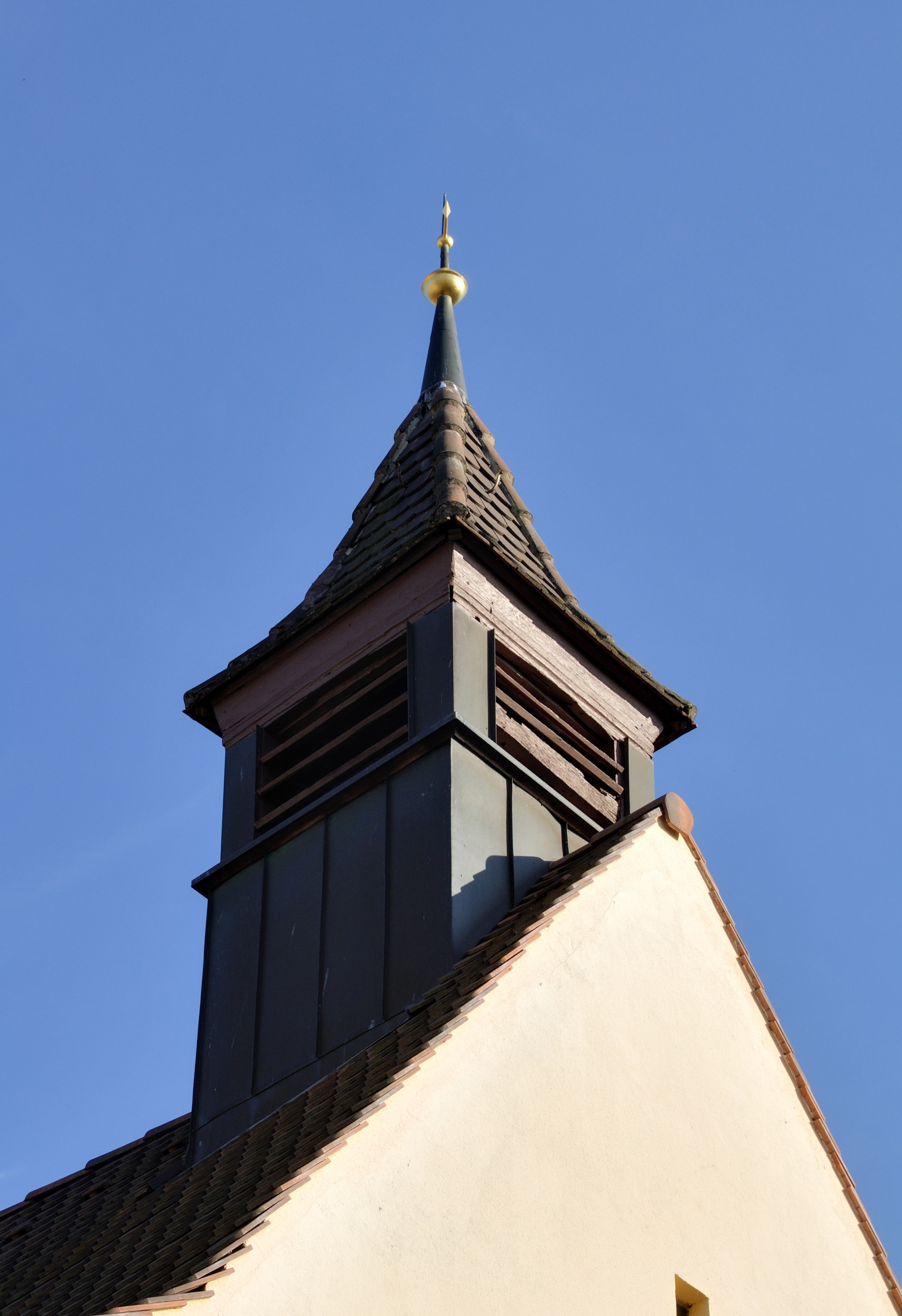
Dachreiter

Die Rümminger Kirche steht etwas östlich der Weggablung der beiden Landstraßen 134 und 141.
Die sehr einfache und kleine, rechteckige Kirche ist mit einem Satteldach bedeckt, der über der Chorseite abgewalmt ist. Der Grundriss des Chors besteht aus drei Seiten eines Achtecks. Der Eingang ist mit einem über die gesamte Fassade verlaufenden Pultdach geschützt. Über der Eingangsfassade erhebt sich ein kleiner Dachreiter mit rechteckigen Schallöffnungen, dessen Spitze über ein schindelgedecktes Pyramidendach mit Turmkugel bekrönt wird. Das Langhaus hat an seinen Längsseiten je zwei spitzbogige Fenster.
Chor und Langhaus sind mit flacher Decke eingezogen. Im Chor befindet sich ein schlichter Holzaltar, dahinter hängt an der Wand ein einfaches Kreuz. Über dem Eingang befindet sich eine breite Empore. Rechts vom Altar führt eine kleine Treppe zur Holzkanzel.
Der Dachreiter fasst eine kleine g′′-Glocke aus Bronze, die 1952 von der Glockengießerei Bachert gegossen wurde. Die Orgel aus dem Jahr 1967 besitzt ein Manual, ein angehängtes Pedal und vier Register. Das Instrument wurde nach 2016 auf die gegenüberliegende Seite der Orgelempore versetzt.
Im Februar 2020 wurde bekanntgegeben, dass der Modeschöpfer Harald Glööckler das zentrale Chorfenster der Jakobuskirche, das bisher zugemauert ist, neu gestalten werde. Es soll bis 2022 fertiggestellt sein. Die Kirche besichtigte Glööckler erstmals am 27. Juli 2020. Am 9. September 2022 wurde das Fenster in Abwesenheit des erkrankten Designers enthüllt.